# Teatr anatomiczny

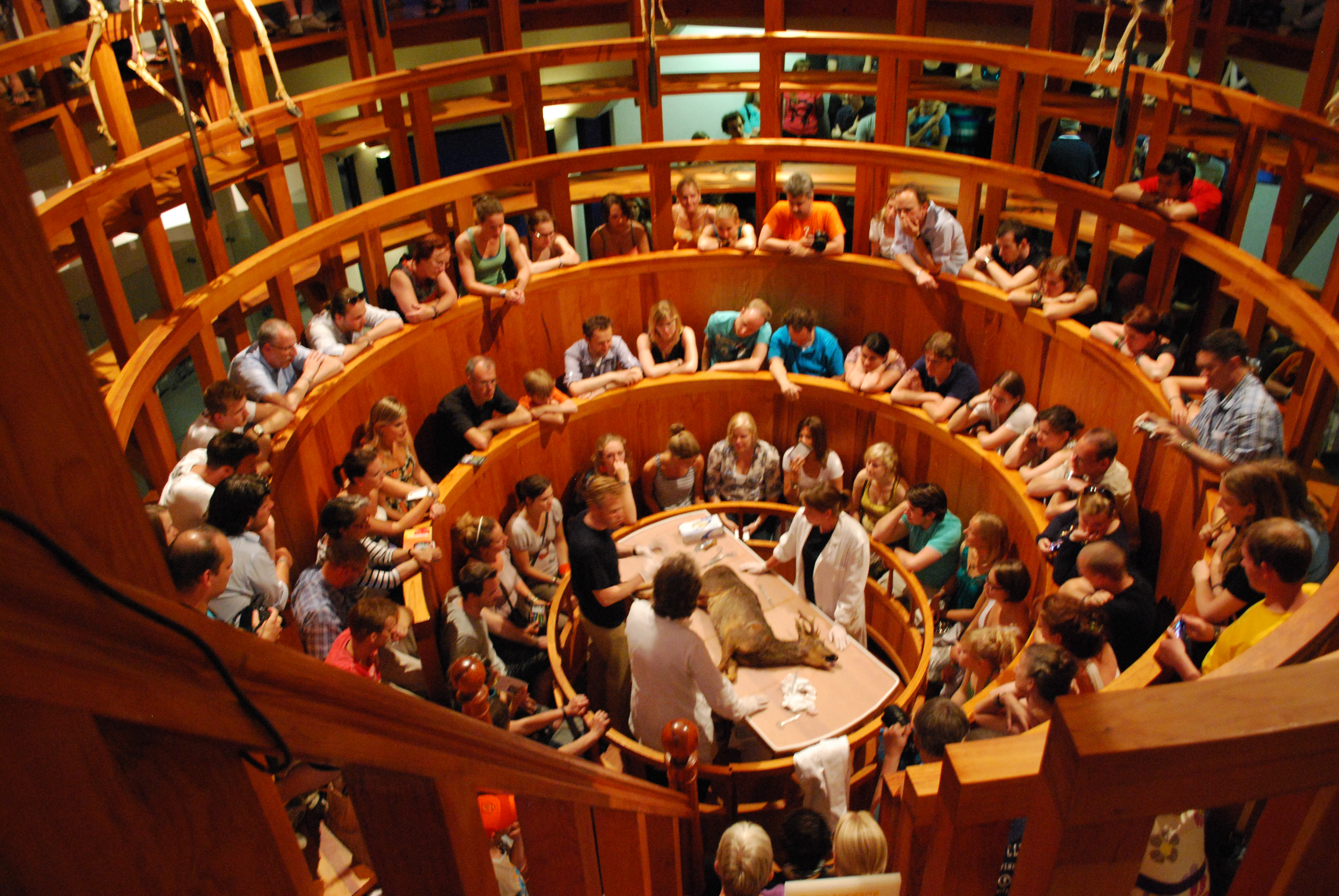
Teatr anatomiczny w Muzeum Boerhaave w Lejdzie (2010)

Teatr anatomiczny (łac. theatrum anatomicum) – miejsce do nauki anatomii.
Teatr był zazwyczaj w kształcie amfiteatru ze stołem pośrodku, na którym dokonywano sekcji zwłok. Pierwszy teatr został wybudowany na Uniwersytecie Padewskim w 1594.

## Galeria

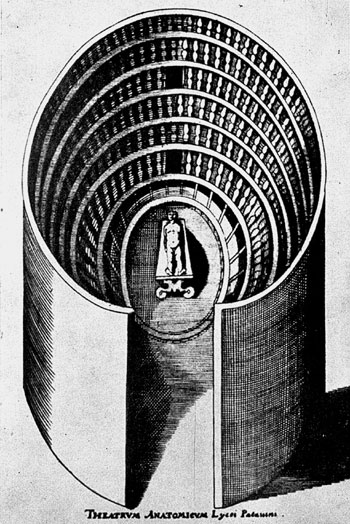
Grafika z 1654 przedstawiająca teatr anatomiczny w Padwie
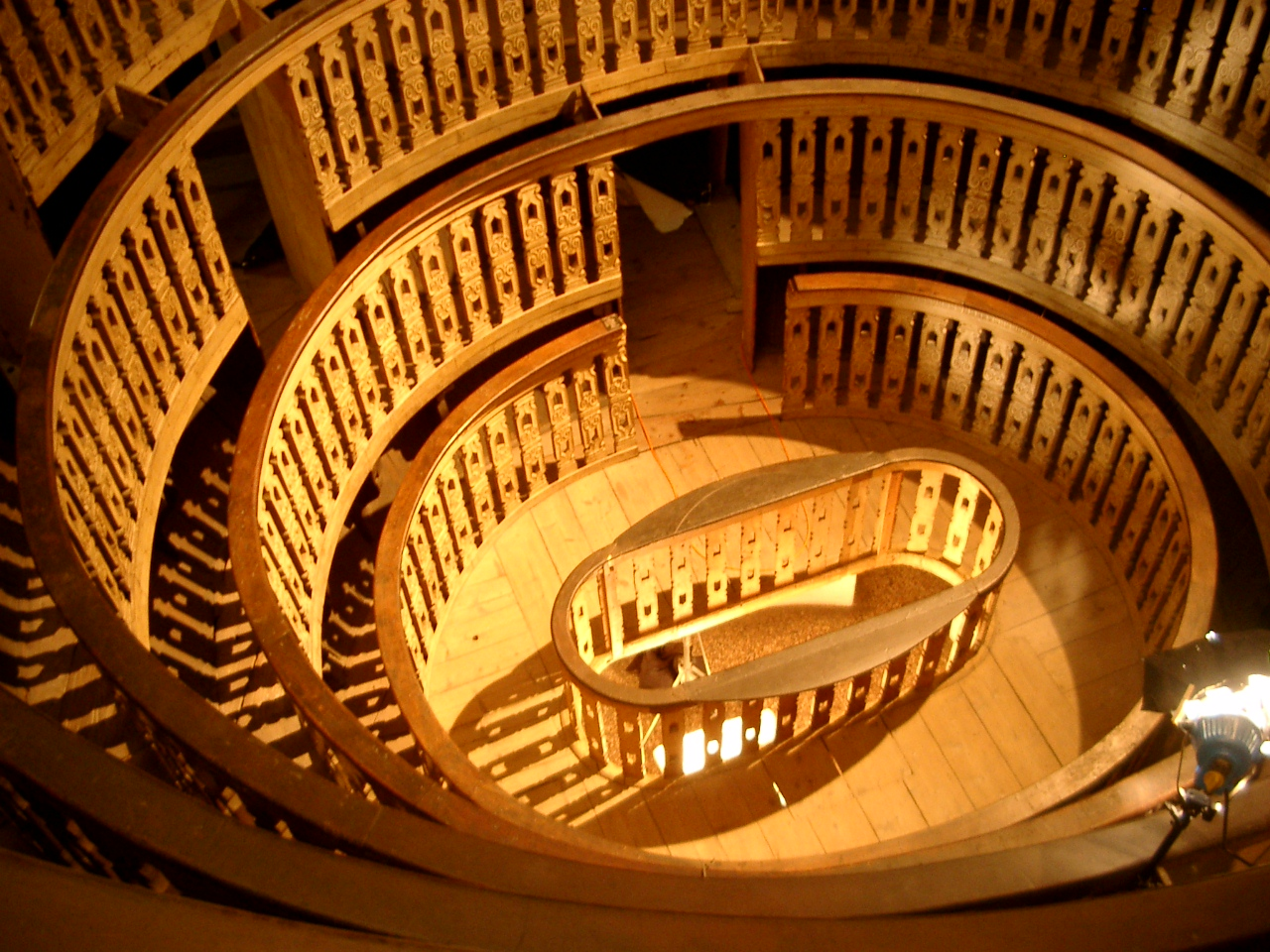
Teatr anatomiczny w Padwie współcześnie